# Салтарин бразильський
Салтарин бразильський (Lepidothrix vilasboasi) — вид горобцеподібних птахів родини манакінових (Pipridae).

## Відкриття
Бразильсько-німецький орнітолог Гельмут Сік описав цей вид у 1959 році на основі серії зразків, зібраних за кілька років до цього поблизу невеликої притоки верхів'я річки Курурурі в східній частині бразильської Амазонії. Вид був знову відкритий (частково через плутанину з типовою місцевістю) у 2002 році.

## Поширення
Ендемік Бразилії. Поширений у кількох місцях у районі, що межує з річками Жаманшин і Тапажос та хребтом Качимбо.

## Опис
Дрібний птах, завдовжки близько 8,5 см. Самець яскраво-зеленого кольору з жовтим черевцем і золотистою верхівкою. Самиця має зелену голову.